# イラクの聖戦アル＝カーイダ組織
イラクの聖戦アル＝カーイダ組織（イラクのせいせんアルカーイダそしき、アラビア語: قاعدة الجهاد في بلاد الرافدين、翻字: qā‘idat al-jihād fī bilād ar-rāfidayn）は、イラクのサラフィー・ジハード主義組織。「イラクのアル＝カーイダ」（AQI)や「メソポタミアのジハード基地」とも呼称される。

## 概要
創設者はアブー・ムスアブ・アッ＝ザルカーウィー。当初は「タウヒードとジハード集団」と名乗っていたが、2004年10月にウサーマ・ビン・ラーディンに忠誠を誓う（バイア）書簡を送った後に、「イラクの聖戦アル＝カーイダ組織」と名乗り始めたとされる。構成員は、シーア派を敵視するスンナ派信徒で、アラブ諸国から結集したムジャーヒディーンから成ると考えられている。主にイラク国内で活動するが、構成員に外国出身者が多く、あまりにも過激な闘争を行うため、闘争路線を巡って他のイラク国内の武装勢力とはしばしば対立関係にあった。
2004年春以降、「タウヒードとジハード集団」はアメリカ人、日本人観光者、韓国人などの民間人を次々と誘拐し、首を切断して殺害する様子をインターネット上で公開し犯行声明を出していた。特に、2004年10月に実行したイラク日本人青年殺害事件では、初めて日本の民間人が犠牲となったことなどから、日本全土に衝撃を与えた。
2006年1月、ラマーディーの警察署を襲撃し、シーア派80人を殺害した。このため、ラマーディーでは自警団「アル＝アンバール報復大隊」が編成された。同月15日、イラク人の支持を失ったことへの対応として、スンニ派武装組織の統一機構であるムジャーヒディーン評議会を編成した。（のちにこの組織は他組織と合併したうえでイラク・イスラム国を名乗る。） 同年4月、アメリカ軍当局は、ザルカーウィーがテロ攻撃の対象をアメリカ軍からイラク住民に切り替えたと表明した。
2006年6月8日、アメリカ軍がF-16戦闘機の爆撃でザルカーウィーを殺害した。同月12日、ムジャーヒディーン評議会は、アブー・アイユーブ・アル＝マスリーがザルカーウィーの後継者になったと表明した。